# 7.9.13
 For alternative betydninger, se 7-9-13.
7.9.13 er en dansk dokumentarserie i 4 afsnit fra 2014 instrueret af Bettina Mouridsen, Louise Detlefsen og Kaspar Astrup Schröder efter manuskript af Janus Metz.
Indgåelse af ægteskabet er et af de store øjeblikke i livet, hvor vi skaber ny familie. Og netop det øjeblik er startskuddet på "7.9.13", hvor fem forskellige par følges i flere år fra det øjeblik, hvor de siger "JA" til at leve sammen i lyst og nød. De fem par har to ting til fælles: De er alle blevet viet i 2013. Og hver især står de overfor store personlige udfordringer. Seerne følger de nye ægtepar, deres familier og deres håb for det bedste liv. Der er Annika og Emil, som mødte hinanden i et åbent fængsel, og for dem er beslutningen om at gifte sig ensbetydende med en helt ny tilværelse uden stoffer og kriminalitet. Derudover er der den konkursramte landmand Mads og kokkepigen Heidi på Samsø. Torben, der i en sen alder mødte sit livs kærlighed i Astrid. Natklubejeren Jesper, der forelskede sig i sin ansatte Christina. Og den smukke klassiske violinist med fire børn, der fandt trækbasunisten Ronnie - som tog hele pakken.

## Afsnit
| # | Titel          | Første sendedag |
| - | -------------- | --------------- |
| 1 | "7.9.13 - 1:4" |                 |
| 2 | "7.9.13 - 2:4" |                 |
| 3 | "7.9.13 - 3:4" |                 |
| 4 | "7.9.13 - 4:4" |                 |